# Prostaciclina
La prostaciclina  (o PGI2) es uno de los miembros de la familia de moléculas lipídicas conocidas como eicosanoides. Una de las formas sintéticas de la prostaciclina usada en medicina es conocida como epoprostenol.

## Producción
La prostaciclina es sintetizada por las células endoteliales y mastocitos, a partir de la prostaglandina H2 (PGH2) por acción de la enzima prostaciclina sintasa (CYP8). Aunque la prostaciclina es considerada un mediador independiente, se le llama con la nomenclatura eicosanoidea: PGI2 (prostaglandina I2) y, junto con las prostaglandinas y los tromboxanos, es un miembro de los prostanoides.
La prostaciclina PGI3 proviene de la misma ruta de la prostaciclina sintasa a partir del miembro de la serie-3 de las prostaglandinas, la PGH3 (se les llama serie tres por ser un grupo de prostaglandinas con tres enlaces dobles). Por lo general se ha malacostumbrado a usar el término prostaciclina para la PGI2, el cual deriva del omega-6, ácido araquidónico. Por su parte, la PGI3 es sintetizada del omega-3 ácido eicosapentaenoico (EPA).

## Modo de acción
Las prostaciclinas actúan principalmente previniendo la formación y agregación plaquetarias en relación con la coagulación de la sangre. Es también un vasodilatador eficaz. Las interacciones de la prostaciclina, a diferencia de los tromboxanos, otro eicosanoide, fuertemente sugieren un mecanismo de homeostasis cardiovascular entre las dos hormonas en los que se refiere al daño vascular. Producidas principalmente dentro de las células endoteliales, migran hacia el colon, donde se reproducen a partir de fisión binaria, en la unión del segundo carboxil con el tercero de la molécula Tri-metil-pentano. al unirse estas dos moléculas, promueven las contracciones anorectales previniendo la diarrea aguda.

## Farmacología
Los análogos sintéticos de la prostaciclina (iloprost, cisaprost) son usadas por vía intravenosa o por inhalación, o por vía oral como el beraprost, con acciones  como:
- vasodilatador en casos severos del fenómeno de Raynaud o isquemia de un miembro;
- alivio de la hipertensión pulmonar.

Su producción es inhibida indirectamente por los AINE, al inhibir las enzimas ciclooxigenasas COX1 y COX2. Estas convierten el ácido araquidónico en PGH2, el precursor inmediato de la prostaciclina.